# Coöperatie Odin
Coöperatie Odin is een bedrijf in biologische voeding en cosmetica, en ecologische huishoudelijke artikelen. Het bedrijf voert het beheer over een aantal winkels met de naam Odin, een groothandel in biologische producten De Nieuwe Band, een eigen imkerij, een eigen boerderij en een veredelingsbedrijf van groenterassen. De hedendaagse vorm van het bedrijf ontstond in 2018 uit samenwerking van Coöperatie Odin en De Nieuwe Band.

## Geschiedenis
In 1983 werden zowel de Coöperatie Odin als groothandel De Nieuwe Band op idealistische grondslag opgericht.

### De Nieuwe Band
Regionale coöperatieve groothandel De Nieuwe Band werd met het inleggeld van winkeliers en producenten in 1983 door Henk de Haan en André Teeuwen in Groningen opgericht. De producten die het bedrijf, dat gevestigd was in een opslagruimte in Tolbert voerde, waren droogwaren, zuivel, groenten, fruit en brood. In 1986 was het bedrijf al zover gegroeid dat een nieuwe vestiging werd gezocht en gevonden in een voormalige garage van het autobusbedrijf ESA. Veel regionale groothandels gingen failliet, maar vanaf 1988 ging De Nieuwe Band winkels beleveren, eerst in Amsterdam en de Achterhoek en daarna in heel Nederland. Weer was verhuizing noodzakelijk naar een groter pand, dat in Marum werd gevonden. Rond 1990 stagneerde de omzet van de biologische winkels, waardoor de afzet van producten door De Nieuwe Band zwaar verlies in omzet opleverde. Om het tij te keren werd in 1993 een vierkoppige directie benoemd; zij konden het bedrijf redden. In 1994 werd besloten alleen nog biologische producten te voeren, waarbij elk niet-biologisch product werd vervangen door een biologisch alternatief. In 1998 stapten de producenten uit de coöperatie en vormde alleen de directie het bestuur. In 2004 werd het bedrijfsoppervlak in Marum verdubbeld tot 2300 m² en de inpakafdeling vervijfvoudigd. In 2013 volgde wederom een uitbreiding van de vestiging en steeg de omzet tot grote hoogte. Echter, ten gevolge van de opkomst van de verkoop van biologische en ecologische producten door de gevestigde supermarkten, zakte de verkoop bij de biologische winkels, wat zijn weerslag vond in de omzetresultaten van De Nieuwe Band. In 2018 fuseerde het bedrijf met de groothandel in biologische producten Odin. Gezamenlijk gingen zij verder onder de naam Odin De Nieuwe Band dat deel uitmaakt van Coöperatie Odin.

### Odin
De groothandel Odin werd in 1983 op ideële grondslag als commanditaire vennootschap (C.V.) opgericht door de ondernemer Bakker. De winkels van het bedrijf vielen onder de winkelformule Estafette. De eerste Estafette-winkel werd in 2003 in Maastricht geopend. Ook particuliere biologische winkeltjes konden zich onder de voorwaarden van de winkelformule aansluiten. In 2012 werd de C.V. omgezet in een coöperatie, waarin ook de klanten voortaan konden deelnemen. Vanaf 2017 werd in de loop van de tijd de naam van de Estafette-winkels omgezet naar Odin.

### Odin De Nieuwe Band
Door reeds bestaande samenwerking tussen Odin en De Nieuwe Band ontstond in 2018 het bedrijf Odin De Nieuwe Band, dat deel uitmaakt van de Coöperatie Odin. Het bedrijf had in 2022 meer dan 500 medewerkers, 2 distributiecentra (Geldermalsen en Marum), eigen winkels, een bezorgdienst, meer dan 250 afhaalpunten, een eigen imkerij met eigen bijenvolken op veelal biodynamische boerderijen door heel Nederland, en een boerderij, De Beersche Hoeve in Oostelbeers, waar men zich bezighoudt met de teelt en ontwikkeling van groenterassen.
 In datzelfde jaar trad ook een nieuwe directie aan; de leiding kwam daarmee onder Merle Koomans van den Dries en Theo Boon te berusten.

## Groente-abonnement
Odin verzorgde via een bestel- en afhaalsysteem groente abonnementen voor de De Natuurwinkel en andere natuurvoedingswinkels. Sinds de overstap van veel winkels naar EkoPlaza verviel deze mogelijkheid bij veel winkels.
Om concurrentie met de EkoPlaza-winkels te kunnen aangaan, zijn veel Odin winkels eveneens tot supermarkt omgebouwd.

## Lidmaatschap
Klanten kunnen kiezen voor het aangaan van een lidmaatschap, door storting van een inlegsom en maandelijks lidmaatschapskosten die ten goede komen aan de kostendekking voor de winkels, waardoor men mede-eigenaar wordt van Odin, en waarbij men recht heeft op gemiddeld 15% korting op de biologische artikelen. Bovendien kan men sparen met punten, omgerekend naar een rentepercentage. De leden kunnen meedenken over de producten en de te varen koers van het bedrijf.

## Boerderijwinkel
In 2020 werd in Almere de eerste biologische boerderijwinkel en food-café van Odin geopend.
 In dat jaar had Odin 24 winkels en bijna 11.000 leden. In het voorjaar van 2022 werd het 14.000-ste lid van de Coöperatie Odin aangemeld.
In 2023 bezat de organisatie 36 winkels, verspreid over heel Nederland.